# قائمة جزر جرينلاند

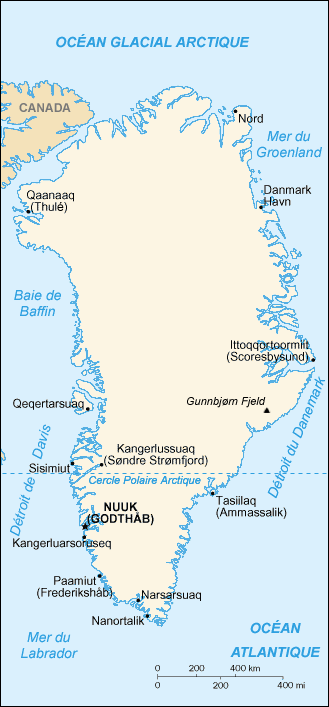
خارطة جرينلاند.

تحتوي هذه المقالة قائمة جزر جرينلاند حسب الترتيب الأبجدي وهي غير نهائية لجزر التي تكون أرخبيل جرينلاند.

بسبب الاحترار العالمي، وتواصل الكتل الجليدية بالذوبان، أحياناً ما تتشكل جزر جليدية جديدة.

من جهة أخرى، الاحترار العالمي يسبب ارتفاع منسوب مياه المحيط المتجمد الشمالي مما يتسبب في غرق عدة جزر قليلة الارتفاع.

## قائمة الجزر حسب المساحة
تحتوي هذه القائمة جزر جرينلاند الذين مساحتهم أكبر من 500 كم².
| الجزيرة                 | الإسم المحلي     | المساحة (كم²) |
| ----------------------- | ---------------- | ------------- |
| جرينلاند                | Kalaallit Nunaat | 800 130 2     |
| كيكارتارسواك            | Qeqertarsuaq     | 612 8         |
| أرض ميلن                |                  | 913 3         |
| جزيرة ترايل             |                  | 542 3         |
| جزيرة إيمار             |                  | 437 2         |
| جزيرة الجمعية الجغرافية |                  | 717 1         |
| جزيرة كلافيرينغ         |                  | 535 1         |
| نارس لاند               |                  | 466 1         |
| جزيرة شانون             |                  | 258 1         |
| سانغميسوك               | Sangmissoq       | 803           |
| جزيرة أماساليك          |                  | 772           |
| ألوتوك                  |                  | 655           |
| جزيرة كوهون             |                  | 634           |
| ستور كولدواي            |                  | 616           |
| جزيرة هندريك            |                  | 583           |
| إوبارنيفيك              |                  | 541           |

## القائمة الألفبائية

### أ
- ألوتوك
- أباسواك
- جزيرة أبات
- جزيرة إدوارد
- جزيرة إيلا
- إيل دو فرانس
- إيلورسويت
- إيتيلاك
- جزيرة الأميرة داغمار
- جزيرة الأميرة مارغاريتا
- جزيرة الأميرة تيرا
- جزيرة إيمار

### ب
- باميالوك

### ت
- تاسيلاك
- تيميارميت
- جزيرة ترايل

### ج
- جزيرة غاما
- جزيرة جودفراد هانسن
- جرينلاند
- جزيرة جون موراي
- جزيرة الجمعية الجغرافية

### س
- سارمارسوك
- ستور كلودواي
- جزيرة ستورو
- ستراي دوغ واست
- جزيرة سفاردراب

### ش
- جزيرة شناودر
- جزيرة شانون

### ص
- جزيرة صابين
- صالياروساك
- صانغميسوك

### ك
- جزيرة كلافيرينغ
- جزيرة كروزييه
- كافيكلوبان
- كياتاك
- كياتاسواك
- جزيرة كوهون
- كارسورسواك
- كيكارتاك
- كيكارتارسواك
- كيكارتارسواتسياك
- كيانارتيك
- كوتدليكأورسويت

### ل
- جزيرة ليندهارد
- جزيرة لوكوود
- جزيرة ليين

### م
- أرض ميلن

### ن
- نارس لاند
- جزيرة نورسك
- نوتارميوت

### ه
- جزيرة هانس (متنازع عليها مع كندا)
- هازن لاند
- جزيرة هاندريك

### ي
- يوبرناتيفيك
- أرخبيل يوبارناتيفيك
- يونارتوك كيكارتوك